# Jean-Philippe Allard
 (mai 2024).
Si vous disposez d'ouvrages ou d'articles de référence ou si vous connaissez des sites web de qualité traitant du thème abordé ici, merci de compléter l'article en donnant les références utiles à sa vérifiabilité et en les liant à la section « Notes et références ».
Pour les articles homonymes, voir Allard.
Jean-Philippe Allard, né le 8 avril 1957 à Saint-Mandé et mort le 17 mai 2024 à Paris, est un dirigeant du secteur de l'industrie musicale et un producteur de musique français.

## Biographie

### Carrière
Jean-Philippe Allard est commercial pour le bureau de Polygram à Nancy quand en 1987, il est appelé à prendre la tête du pôle Jazz de Polygram France. Débute alors une histoire longue de dix ans au cours de laquelle il signe et produit de nombreux artistes prestigieux tels que Stan Getz, Abbey Lincoln, Ornette Coleman, Lou Levy, J.J. Johnson, Helen Merrill, Graham Haynes, Rodney Kendrick, le duo Pat Metheny/Charlie Haden (qui remportera un Grammy Award), Randy Weston, Kenny Barron, Dee Dee Bridgewater, John McLaughlin, Christian Escoudé, Laurent Cugny, Marcel Azzola, Stéphane Grappelli, André Ceccarelli ou encore Aldo Romano.
En 1996, on lui confie la direction de Polygram Classique / Decca / Philips Classics en plus de Polygram Jazz  au sein de la même maison de disque, devenue Universal Music France.
En 1998, nommé à la Direction Générale du label Polydor il signera entre autres Juliette Gréco, Brigitte Fontaine, Juliette, Olivia Ruiz, Ayọ, Micky Green, Gérald de Palmas et Arthur Teboul.
Jean-Philippe continue à produire des albums de Jazz pour Abbey Lincoln, Charlie Haden, Hank Jones ou encore Lucky Peterson.
Fin 2007, il est nommé Président des Editions Universal Music : Universal Music Publishing France ; qui devient leader sur le marché mondial et développe une activité essentielle dans un marché touché par la proverbiale « crise du disque ».
La passion du jazz ne l’a pas quitté, lui qui supervise discrètement mais sûrement les plus récents projets de Charlie Haden, Térez Montcalm ou Laïka.
Le métier ne s‘y trompe pas et lui remet en 2012 une Victoires du jazz d’Honneur qui salue son talent et son implication auprès de tous les acteurs de la musique Jazz.
Cette même année, il reçoit le Prix de l’Édition Musicale aux grands prix Sacem.
En 2014, Jean-Philippe Allard réactive le mythique label Impulse! et en prend la direction.
La première sortie de cette nouvelle page du label sera un album de Henry Butler et Steven Bernstein ; suivront les nouveaux projets de Kenny Barron et Dave Holland, Rodney Kendrick, Ran Blake, le trio Jean-Luc Ponty/Biréli Lagrène et Stanley Clarke ainsi que Jacky Terrasson et les chanteuses Madeleine Peyroux et Indra Rios-Moore.

### Mort
Il meurt à l'âge de 67 ans le 17 mai 2024 à Paris,, ; ses obsèques se déroulent au cimetière de Sarcé (Sarthe) le 27 mai. 

## Citations
« Chez Polydor, j’ai signé avec Jean-Philippe Allard, qui est un directeur de label qui aime le jazz. Et aimer le jazz à notre époque, ce n’est pas n’importe quoi : c’est aimer les musiciens, avoir avec eux des rapports différents. Le premier boulot que j’ai fait chez Polydor a été pour le disque Les Oiseaux de passage (l’hommage de ses cadets à Georges Brassens) ; j’ai expliqué ce que je voulais faire sur La Complainte des filles de joie, il m’a mis dans les mains de Laurent Cugny, ce qui est quand même formidable ! » 
(Juliette).
« Les documentaires du DVD vous montrent avant l'entrée en scène. Après autant de temps, le trac semble toujours énorme... »
« Jean-Philippe Allard, mon patron chez Polydor, un mec que j'adore, m'a dit un jour qu'il n'avait jamais vu quelqu'un dans cet état-là. «Pourtant j'en ai vu des artistes!» Et c'est vrai. »
(Juliette Gréco).
« Thank you Jean-Philippe Allard, you make my eyes sparkle. »
(Juliette Gréco)

## Artistes signés par Jean-Philippe Allard

### Pour Universal Jazz France
- Stan Getz, Abbey Lincoln, Charlie Haden, Pat Metheny, Ornette Coleman, John McLaughlin, J.J Johnson, Helen Merrill, Stéphane Grappelli, Dee Dee Bridgewater, Kenny Barron, Hank Jones, Rodney Kendrick, Marcel Azzola, Christian Escoudé, Aldo Romano, Sixun, Lou Levy, Randy Weston, Pharoah Sanders entre autres...

### Pour Polydor France
- Gérald de Palmas, Olivia Ruiz, Feist, Ayo, Paris Combo, Micky Green, Salvatore Adamo, Alizée, Louis Bertignac, Juliette, IAM, Juliette Gréco, Brigitte Fontaine, Art Mengo etc.

### Pour Universal Music Publishing France
- Gregory Porter, Aloe Blacc, Asaf Avidan, Kungs, Møme, Fakear, Jabberwocky, Synapson, Joris Delacroix, C2C, Ibeyi, Juliette Armanet, Dany Synthé, Louane, Kendji Girac, Fréro Delavega, Marina Kaye, Slimane, Gauvain Sers, Eddy de Pretto, L'Impératrice, Lorenzo, Columbine, Booba, Kery James, Sofiane, Niro, Lino, Niska, Siboy, La Fouine, Tunisiano, Mokobé, Collectif Métissé, Naive New Beaters, Snarky Puppy, Alex Beaupain, Miossec, Mélanie De Biasio, Ours, Renaud Letang, John Mamann, Cascadeur, St Germain, Eric Legnini, Tale Of Us, Half Moon Run, Alex Hepburn, Yohann Malory, Puggy, Housse de Racket, Salif Keïta, Ayọ, Féfé, Soko entre autres...

### Pour impulse!
- Kenny Barron, Jean-Luc Ponty, Bireli Lagrène, Charlie Watts, Charlie Haden, Gonzalo Rubalcaba, Jacky Terrasson, Madeleine Peyroux, Andrea Motis, Indra Rios-Moore, Snarky Puppy, Sullivan Fortner, John Scofield, Roberto Fonseca, Ibrahim Maalouf.

## Autres mandats
- Président des Victoires de la Musique Classique en 2005 et 2006
- Membre du Comité des Victoires de la Musique
- Membre du Comité Artistique des Victoires du Jazz en 2006 et 2007
- Président du Bureau Export en 2006 et 2007
- Membre du Bureau du Prix Constantin
- Élu au Conseil d'Administration de la SACEM en 2017

## Récompenses
- 2012 : Grand Prix SACEM : éditeur de l’année
- 2012 : Victoires du jazz : victoire d'honneur
- 2014 : Prix Bruce Lundvall au Festival international de jazz de Montréal